# Paul De Ridder
Paul De Ridder (Ukkel, 20 augustus 1948) is historicus en een voormalig Vlaams-nationalistisch Belgisch politicus uit het Brussels Hoofdstedelijk Gewest.

## Levensloop
Na de Grieks-Latijnse humaniora aan het Sint-Jan-Berchmanscollege in Brussel studeerde De Ridder geschiedenis aan de Universitaire Faculteiten Sint-Ignatius in Antwerpen en aan de Rijksuniversiteit Gent. Aan deze laatste universiteit behaalde hij in 1972 zijn licentie. 
Van 1972 tot 1973 werkte hij onder leiding van professor Adriaan Verhulst in de opdracht van de Koninklijke Commissie voor Geschiedenis aan de publicatie van oorkonden van de graven van Vlaanderen uit het Huis van de Elzas, die in de 12e eeuw bestuurden. Daarna was hij van 1973 tot 1977 als aspirant verbonden aan het Nationaal Fonds voor Wetenschappelijk Onderzoek, terwijl hij aan een doctoraatsverhandeling werkte en onderzoek voerde voor tekstuitgaven door de Koninklijke Commissie voor Geschiedenis over de oorkonden van hertogen Jan I en Jan II. In 1977 promoveerde De Ridder tot doctor in de middeleeuwse geschiedenis met een verhandeling over het Hertogelijk inkomstenbeleid en ontwikkeling van de standenstaat in Brabant onder Jan I en Jan II, met professor Walter Prevenier als promotor. Na het behalen van zijn doctoraat was De Ridder van 1977 tot 1979 assistent bij de Koninklijke Bibliotheek van België, waarbij hij systematisch onderzoek voerde naar het taalgebruik in Brussel voor 1794.
Van 1979 tot 1989 was hij archivaris bij het Algemeen Rijksarchief, waar hij een driedelige inventaris maakte van het archief van de kapittelkerk van Sint-Michiel en Sint-Goedele tussen 1047 en 1794, dat hij in 1977 had laten overbrengen naar het Rijksarchief vanuit de gelijknamige kathedraal en in 1987 publiceerde. In de jaren tachtig zette De Ridder zich in voor de dringende restauratiewerken voor de Sint-Michiels- en Sint-Goedelekathedraal. In die hoedanigheid fungeerde hij van 1983 tot 1999 als adviseur van de Regie der Gebouwen, de opdrachtgever van deze werken. Hij schreef tevens verschillende werken over de Brusselse geschiedenis en zette zich in voor het behoud van het Brussels cultuurhistorisch patrimonium. Ondertussen werd hij politiek actief voor de Volksunie en van 1989 tot 1995 was hij adviseur van Vic Anciaux, toenmalig staatssecretaris in de Brusselse Hoofdstedelijke Regering. Na het uiteenvallen van de Volksunie in 2001 trad De Ridder toe tot de N-VA.
Van 1995 tot 2009 was De Ridder als historicus verbonden aan de Koninklijke Bibliotheek van België (KBR). Hij leidde er de afdeling catalogisering en was er tevens verantwoordelijke voor de dienst schenkingen en legaten. Vanuit deze functie overzag hij de opname van de volledige collectie boeken van grondwetspecialist Robert Senelle in het afzonderlijke 'Fonds Professor Robert Senelle' binnen de KBR. Ook zette De Ridder zich in voor de restitutie van de verdwenen paneel van De rechtvaardige rechters van het bekende schilderij Het Lam Gods, waarbij hij samen met Robert Senelle mislukte bemiddelingspogingen zou hebben uitgevoerd bij een niet nader bekende Brusselse familie om het paneel terug te geven.
In juni 2009 was De Ridder N-VA-lijsttrekker voor het Brussels Hoofdstedelijk Parlement. De partij behaalde 4,99% en De Ridder werd met 710 voorkeurstemmen verkozen. Tot aan het einde van zijn parlementair mandaat in mei 2014 was hij fractieleider van de eenkoppige N-VA-fractie in het Brussels Hoofdstedelijk Parlement en daarna verliet hij de actieve politiek.
In oktober 2014 verhuisde De Ridder van Brussel naar Florence. Daar ging hij als historicus voor de Vereniging voor Brusselse Geschiedenis bijzondere aandacht besteden aan de cultuurgeschiedenis van deze Toscaanse stad en onderzoek voeren naar de relatie tussen de Noord- en Midden-Italiaanse staten en de Nederlanden tijdens de middeleeuwen. Om een ruimer publiek hiermee in aanraking te brengen begon De Ridder eveneens met het verzorgen van voordrachten en geleide bezoeken in Florence en Brussel. 
In juni 2020 trad hij als erevoorzitter van de commissie Vroege Middeleeuwen aan het bestuur toe van de Vlaamse Club voor Kunsten, Wetenschappen en Letteren.